# Армяне в Азербайджане

Динамика численности этнических армян и азербайджанцев на территории современных Армении и Азербайджана.
Армяне
Азербайджанцы/турки
Другие народы (курды, талыши, лезгины и др.)
Данные за 1886, 1926, 1962, 1990, 2010 и 2023 годы.

Армяне (азерб. Azərbaycan erməniləri, арм. Հայերն Ադրբեջանում) — национальное меньшинство в Азербайджане, в значительном количестве проживавшее в Азербайджанской ССР до взаимных этнических чисток, произошедших в ходе Карабахского конфликта. Крупнейшими этническими чистками до начала Первой карабахской войны, стали Сумгаитский, Кировабадский и Бакинский погромы, произошедшие в феврале 1988 г., ноябре 1988 г. и январе 1990 г. соответственно. Как отмечает британский журналист и специалист по Кавказу Томас де Ваал, в Баку к 2000 году осталось от пяти до двадцати тысяч армян, почти все — женщины, вышедшие замуж за азербайджанцев.

## Данные переписей населения
|        | 1918    | 1926    | 1939    | 1959    | 1970    | 1979    | 1989    | 1999         | 2009         |
| ------ | ------- | ------- | ------- | ------- | ------- | ------- | ------- | ------------ | ------------ |
| Армяне | 437 457 | 282 004 | 388 025 | 442 089 | 483 520 | 475 486 | 390 505 | 645/ 120 700 | 163/ 120 300 |

## История

### Древность, средневековье и новое время

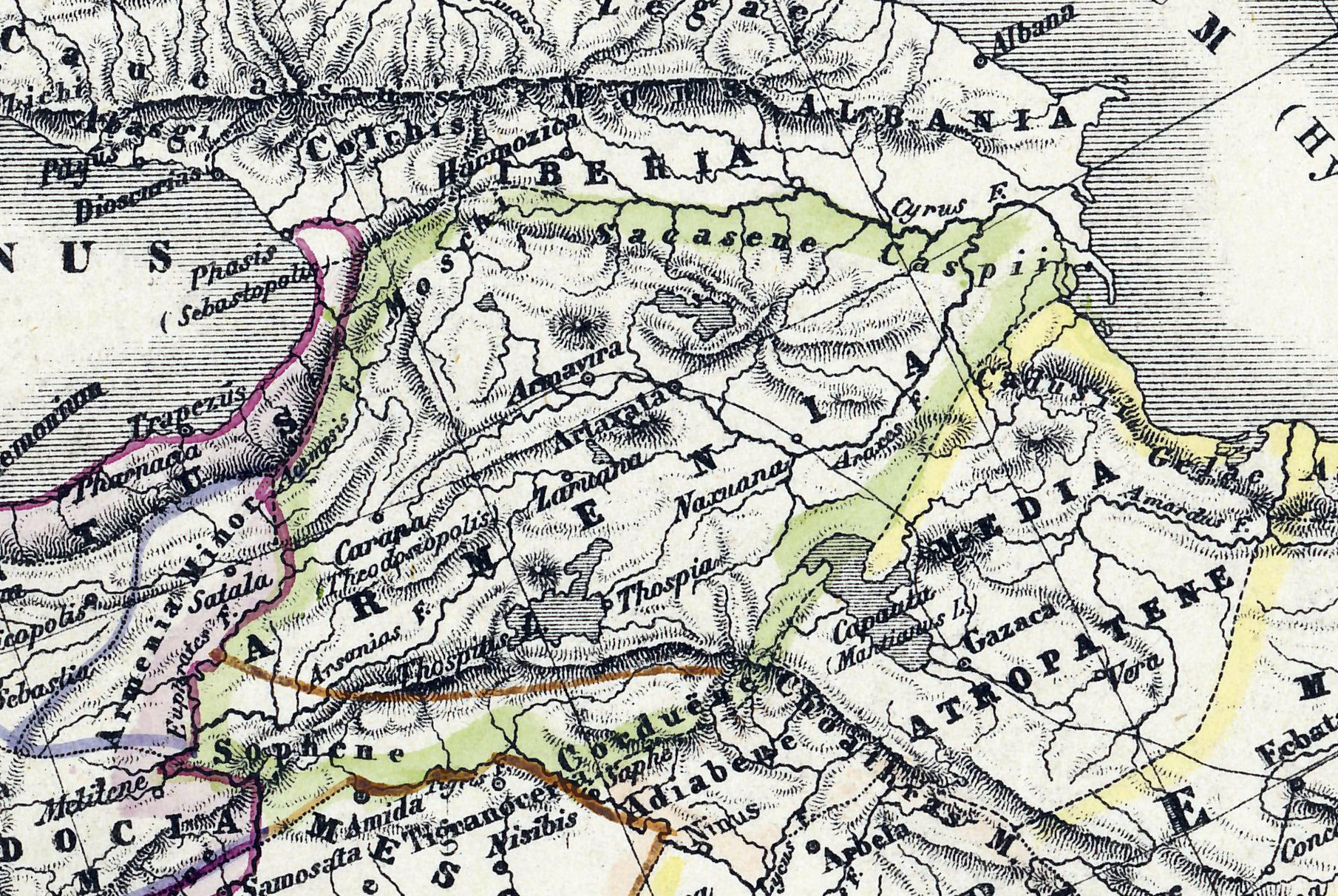
Карта Великой Армении (берлинское издание, 1869 год).

Западные горные области нынешнего Азербайджана составляли часть исторической Армении. Согласно статье «Армения» энциклопедии «Ираника», Кура являлась крайним северным пределом распространения армянской народности, и армяне дошли до неё около VII в. до н.э. В 189 году до н. э. селевкидский стратег Арташес (Артаксий) возглавил восстание армян против Селевкидской династии и провозгласил государство Великая Армения. По мнению большинства авторов, восточная граница Великой Армении установилась по Куре уже в начале II в. до н. э., когда основатель этого государства Арташес предположительно завоевал находящаяся ныне в Азербайджане куро-аракское междуречье у Мидии Атропатены, либо покорил жившие там кавказские племена. Граница Армении по реке Кура сохранялась на протяжении практически всего периода существования Великой Армении вплоть до конца IV столетия, первого раздела Армении.
Итак, Великая Армения имеет границу до Адиабены, будучи разделенной от неё широким горным хребтом, … а на левой стороне тянется до реки КураСтрабон, География, 11, 14, 4
В конце II в. до н. э., а по другим мнениям в середине I в. на левом берегу реки Кура возникло государство Кавказская Албания. Хотя Кавказскую Албанию населяли албанские племена, в городах жило много армян, а также греков, сирийцев и иудеев. В IV—V вв. была арменизирована провинция Арцах — современный Нагорный Карабах.
В X—XVI вв. здесь существовало феодальное княжество Хачен с армянским населением.
«...это область (вилайат), трудно доступная, среди гор и лесов; принадлежит к округам (агмал) Аррана; там есть армяне (в персидском оригинале — население «есть армянское»); люди Абхаза (Грузии) называют их падишаха тагавер»Персидская хроника, XIII век
Из описания Гербера следует, что в XVII веке в ряде северных районов Азербайджана, в том числе в Кабале, армяне составляли значительную часть населения, а в Баку и Шемахе армянами были «населены целые улицы».
В течение XVII—XVIII вв. в Нагорном Карабахе существовали армянские полуавтономные меликства Хамсы. Существовавшие меликства Хамсы стали остатками армянского политического устройства и государственности. Российский документ XVIII века сообщает «в области Карабагской, яко едином остатке древния Армении сохранявшем чрез многие веки независимость свою…»».
Карабаг есть страна лежащая между левого берега Аракса и правого реки Куры, выше Муганского поля, в горах. Главнейшие обитатели ее - Армяне, управляемые наследственно 5 своими меликами или природными князьями, по числу сигнагов ила кантонов: 1,Чараперт, 2, Игермадар, 3,Дузах, 4, Варанд, 5, Хачен. Документ XVIII века
Обосновавшись благодаря междоусобице среди местных армянских правителей в середине XVIII в. в Нагорном Карабахе предводитель племени бахарлы Панах Али-хан, а далее и его сын Ибрагим своими действиями вызвали массовый исход армянского населения из этого региона в конце XVIII века.
сочувствовавшие Русским карабагские Армяне, боясь мести Персиян, переселились в числе 11 000 семейств в пределы России, на Северный Кавказ, в Кизляр и другие места

### XIX—конец XX века

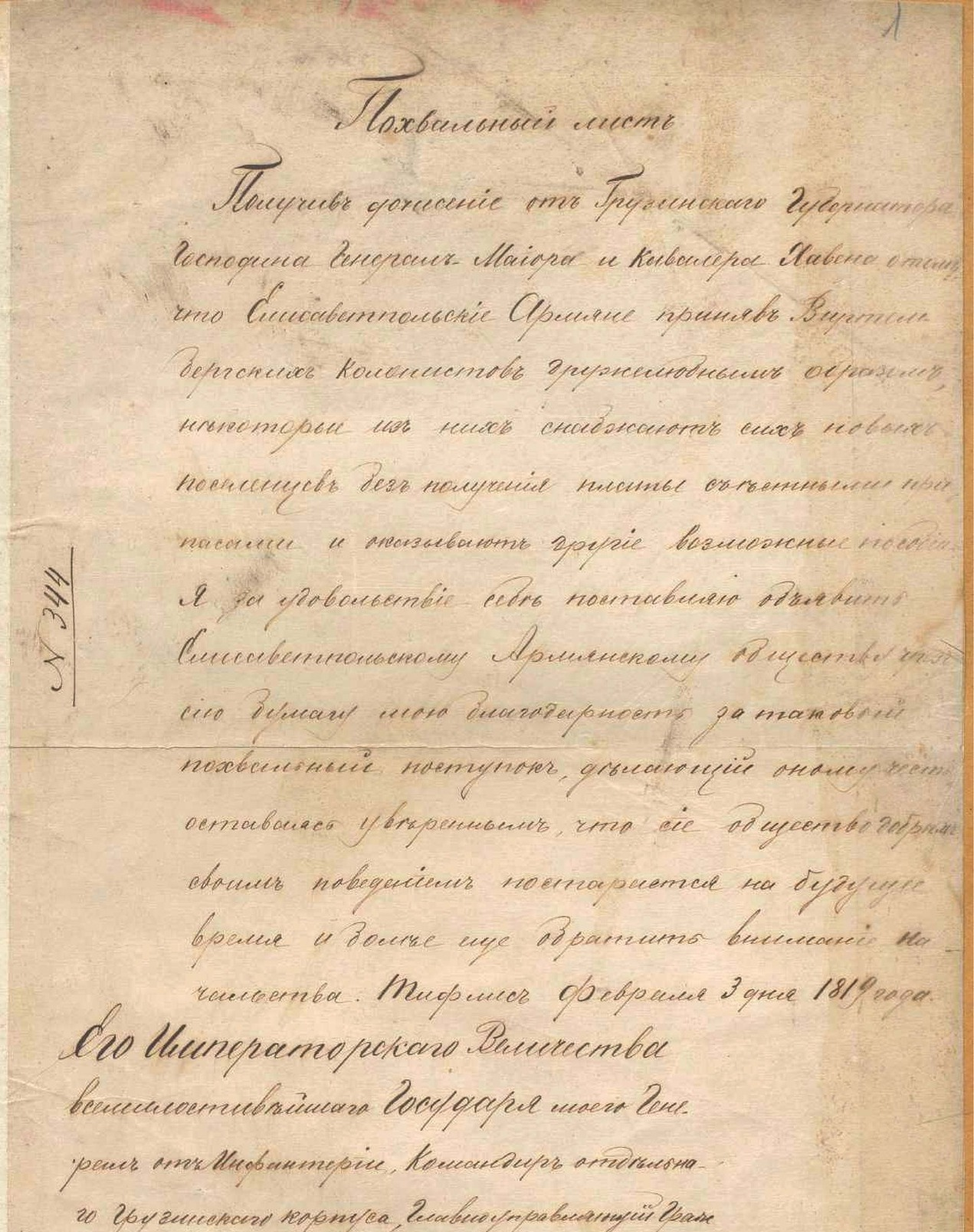
Благодарственная грамота генерала А. Ермолова Армянскому благотворительному обществу Елизаветполя, 1819 год

В книге «Описание переселения армян аддербиджанских в пределы России» Сергей Глинка рассказывает о переселении 279 армянских семей из Иранского Азербайджана в пределы России в XIX веке (см. Исторические миграции армянского населения).
В период Российской империи территория современного Азербайджана входила преимущественно в состав Бакинской и Елизаветпольской губерний. В отличие от Эриванской губернии, где весьма высок был процент переселённых из Ирана армян, в Елисаветпольской губернии большая часть армянского населения были коренными жителями. Изданная официальным губернским правлением «Памятна книга Елисаветпольской губернии на 1914 год» сообщала следующие сведения об армянском населении губернии.
 Армяне заселяют, главным образом, нагорную часть губернии. Большая часть их считается аборигенами страны, о чём свидетельствуют многочисленные исторические памятники христианства в лесах и нагорных частях уездов Джеванширского, Зангезурского, Казахского и Шушинского. Некоторые армянские селения Нухинского и Арешского уездов заселены вследствие исторических событий переселенцами — армянами из Карабаха и из персидских провинций. Главную разницу между армянами разных местностей губернии составляют наречия, на которых они говорят. Армяне—переселенцы из Персии во многом отличаются от коренных армян-карабахцев, как по языку, так и по костюму. Главные занятия армян —торговля, а затем уже хлебопашество, садоводство, виноградарство, шелководство. Малоземелье заставляет их заниматься отхожими промыслами в Баку и Закаспийском крае."
Армяне Бакинской губернии также были частью коренными (преимущественно — татоязычные армяне и армяне Шемахи, говорившие на отдельном диалекте восточноармянского языка), частью старыми переселенцами из Карабаха и иранского Хоя (Геокчайский уезд, сел. Керкендж, Каябаши), из Грузии (село Гюрджеван). Что касается города Баку, то, помимо коренных армян, которые составляли незначительное меньшинство, основная масса армянского населения переместилась из сельской местности в результате экономического бума и вызванной этим волны урбанизации середины XIX - начала XX века, сделавшей Баку крупнейшим городом Кавказского региона.

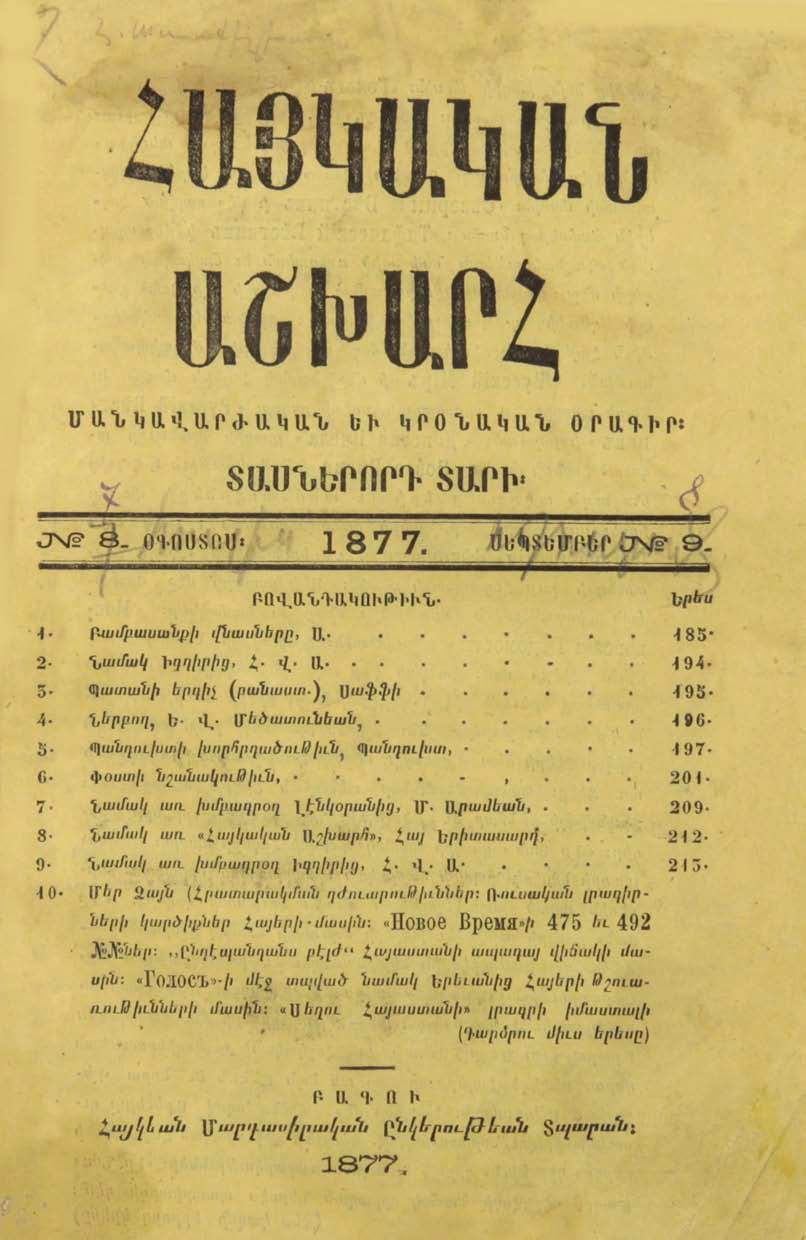
Обложка журнала «Айкакан ашхар» («Армянский мир»), 1877 год, Баку

О коренных татоязычных армянах Бакинской губернии интересные сведения сообщает выдающийся иранист и востоковед В. Миллер.
 Повсюду при объезде татских местностей приходится регистрировать следы прежнего значительного распространения в Прикаспии армянской религии и культуры в виде остатков кладбищ и церквей, и слышать предания о том, что прежде население было «армянами». Так например, на Апшероне между селениями Туркян и Кал’а, как рассказывают, был в старину город Qaisidun, по-видимому, армянский. В Бузовна имеются развалины армянской церкви. Балаханцы называют Сабунчи (Sa’bunci)—Эрмен-ди (Әrmən-di) то есть армянское село. Возможно, что матрасинцы выселились из Сабунчи в то время, когда там жили армяне (по вере?), чем объясняется тот факт, что балаханцы находят наречие матрасинцев близким к своему. В Хизах я слышал предание о том, что до принятия ислама население там было «армянской веры». В Шемахинском районе, кроме крупного, уже упомянутого армяно-татского селения Матрасы, быть может, бывшим татским об’арменившимся селением надо считать Хынгар (Hyngar), в котором ещё лет 25-30 назад были семейства, говорившие по-татски матрасинским говором. Имеется заброшенное армянское кладбище в селении Зарат Баба Дараси, население коего, по-видимому, прежде тоже было «армянским» по вере. Кроме того, в окрестностях Шемахи имеется несколько армяноязычных селений (Керкендж, Дере Керкендж, Келехан, Месери, Сагиян). По словам А. П. Фитуни, в соседнем Геокчайском уезде таты-мусульмане, населяющие ряд перечисленных нами выше селений, считают себя бывшими «армянами». Везде в этих селениях видны остатки армянских кладбищ (напр., в сел. Hattasiob).
Численность армянского населения в Бакинской губернии по данным Кавказского календаря на 1917 год составляла 119,526 тыс. человек, из коих 42,921 тыс. человек — в уездах (преимущественно Геокчайском и Шемахинском) и 76,605 тыс. армян — на территории Бакинского градоначальства. В Елизаветпольской губернии к 1917 году насчитывалось 418, 859 тыс. армян, при этом, горные части Казахского (всего  61,597 тыс. армян) и Зангезурского (всего 99,331 тыс. армян) уездов (где и была сконцентрирована большая часть армянского населения данных уездов) вошли в состав Республики Армении. На территории нынешней Нахичеванской автономной республики проживало порядка 60 тысяч армян, из коих 51,365 тыс. — на территории Нахичеванского уезда, остальные - в Шаруре. Таким образом, суммарно, к 1917 году на территории современного Азербайджана проживало порядка 450 тысяч армян.
В состав современного Азербайджана вошли Бакинская губерния (полностью), Елизаветпольская губерния (большая часть) и Нахичеванский уезд Российской империи. Согласно переписи населения Российской империи 1896 года в этом регионе армяне жили в основном в Баку, Елизаветполе (ныне Гянджа), Нагорном Карабахе, Нахичевани, предгорьях Главного Кавказского хребта (Арешский, Нухинский, Шемахинский, Геокчайский уезды).
После революции 1917 года в России последовавшие за этим турецкая интервенция в Закавказье и армяно-азербайджанские столкновения привели к резне армянского населения и его бегству из Азербайджана. Там, где ранее жили армяне, в результате этих событий оставались пустые земли или на них селились азербайджанцы и курды. Армяне уцелели лишь в тех местах, куда не проникли мусаватисты, — нагорных частях Елизаветпольского и Джеванширского уездов Елизаветпольской губернии (большая часть Нагорного Карабаха). В результате этих событий, например, доля армянского населения Нахичевани сократилась с 42,2 % в 1896 до 11 % в 1926 году ко времени первой советской переписи населения.

### Армяне в Баку

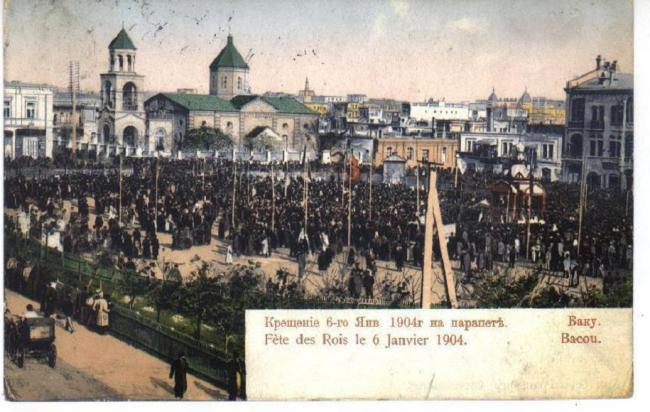
Крещение в Баку на открытке 1904 года

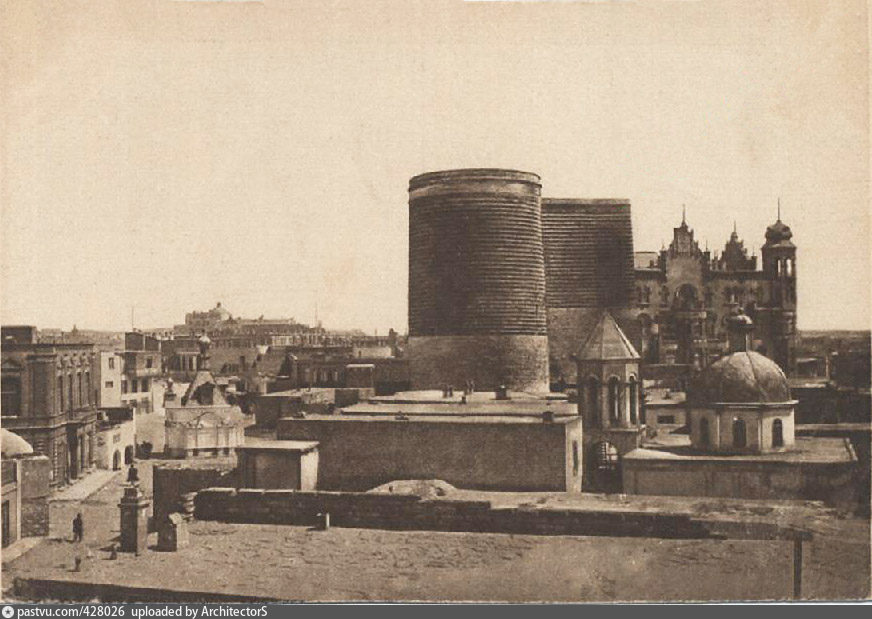
Армянская церковь у стен Девичьей башни в Баку. Снесена в 1990 году.

В 1770 году немецкий путешественник и натуралист Самуил Георг Гмелин побывавший в Баку среди прочего населения отмечал и наличие армян в городе. По словам путешественника местный хан обложил всех непомерными налогами, но тяжелее всех приходится армянам:
Особливожъ вздыхаютъ Армяне и желаютъ, чтобъ столько достать денегъ, коимибъ отъ ига Бакинского откупиться можно было

По сведениям «Кавказского календаря» на 1891 год в Баку проживало 24 490 армян, при общей численности населения 86 611 человек.
По данным царской переписи начала XX века, в городе был следующий религиозный состав населения: христиане — 60,1 %, мусульмане — 35,4 %, иудеи — 4,5 % из них, по национальному признаку: русских — 35,5 %, азербайджанцев — 21,4 %, армян — 20,1 %.
В статье «Баку» ЭСБЕ сообщается, что на рубеже XIX—XX веков в руках армян находилась «большая часть торговли и многие нефтяные промыслы».
В 1864 году с целью распространения просвещения и благотворительности среди армян, в Баку было открыто Армянское человеколюбивое общество. В 1874 году общество открывает библиотеку с читательским залом и богадельню, а также спонсирует армянские школы для мальчиков и девочек. Как отмечает «Ежегодник города Баку на 1893 год» все учреждения общества помещаются в собственных зданиях, грандиозность которых и архитектура напоминают каждому солидность общества и добрые побуждения армян благотворителей
Библиотека армянского общества располагалась напротив 2-й женской гимназии на ул. Колюбякинской близ армянского собора. В здании в котором ныне расположена Школа № 1 им. Намика Ахундова
В топонимике Баку присутствовали названия: Армянская улица, армянская слободка. Одна из армянских церквей находилась на ул. Губернской напротив 2-й женской гимназии. В армянской слободке находилась колбасная фабрика братьев Бархударянц

#### Образование
Помимо того что армяне обучались в смешанных школах общего типа, по состоянию на 1893 год в городе имелись: армяно-лютеранская приходская школа (зав. Мирзаянц Сероп Михайлович) (при которой находился армяно-лютеранский молитвенных дом), а также двухклассные армянские церковно-приходские мужское и женское училища. Последние содержались за счет церкви и субсидий Армянского человеколюбивого общества. Годовая стоимость обучения в школе составляла 16 рублей. Дети из бедных семей обучались бесплатно. Всего по состоянию на 1893 год в школе обучалось более 400 детей из которых 40% составляли дети из необеспеченных семей. Оба училища располагались в зданиях, принадлежавших Армянскому человеколюбивому обществу

### Культура
В 1920—1949 годах в городе действовал Бакинский армянский театр, с 1958 года — драматический коллектив при Азербайджанской государственной филармонии под руководством Г. Тавризяна. Также действовали народный театр Дворца культуры имени Шаумяна, армянские театральные труппы при дворцах культуры электровозного депо, железнодорожного клуба и завода имени Шмидта.

### Армяне в Загатале
В 1897 году в городе проживало 3 тысячи человек, из которых 1400 были армяне (почти 50 %), 589 аварцы (ок. 20 %), 299 азербайджанцев («татар» по тогдашней терминологии) (ок. 10 %) и 258 русских (ок. 9 %).

### Армяне в Шемахе

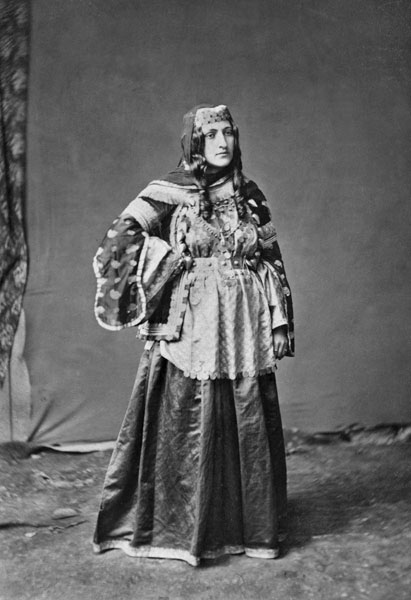
Армянка из Шемахи, 1883 год

В Шамахе (название известно со II века в форме "Кемахея") письменные упоминания армян сохранились с XV века. В 1471—1478 гг. через город проезжал итальянский путешественник Иосафат Барбаро, который оставил следующую запись о городе:
Это хороший город (Sammachi): имеет от четырёх тысяч до пяти тысяч дымов, и производит шелк и хлопок, и другие вещи согласно своим обычаям, находится в Армении Великой (Armenia grande), и большинство жителей из народа Армян (sone Armeni).Иосафат Барбаро
В 1562 г. англичанин Энтони Дженкинсон при описании города сообщает:
Этот город отстоит от моря на 7 дней пути с верблюдами, теперь он очень упал, населён, по преимуществу Армянами … Кроме того, в окрестностях Шемаки имеется несколько армяноязычных селений … Везде в этих селениях видны остатки армянских кладбищЭнтони Дженкинсон.
В 1721 году Шамахи подверглась нападению войска хана Хаджи Дауда Мушкурского, были убиты находившиеся там русские купцы и нанесены огромные убытки русским торговцам шёлком. Армяне, количество которых в городе было весьма внушительным, подвергались постоянным нападениям и грабежам, по приказу Хаджи Дауда они наравне с евреями должны были на своей груди носить жёлтый отличительный знак — для того, чтобы мусульмане не приветствовали их. Результатом этого события был предпринятый Петром Великим Персидский поход 1722—1723 гг. В 1734 году Надир-шах, разорив город, переселил его жителей в другую местность, но вскоре город возродился на старом месте. С середины XVIII века в Шемахе поселяется большое число мусульман, число армян значительно сокращается.

В 1770 году посетивший город немецкий путешественник и натуралист Самуил Гмелин рассказывал о пятидесяти армянских семей в Шемахе. Он отмечал что с армян города ханом берется налогов больше, чем с мусульман. Кроме этого в непосредственной близости к городу, между старой Щемахой и новой, было расположено пять армянских деревень: Мерзани, Мадрассе, Сагиян, Керкенщ и Келухони. При двух из них имелось два армянских монастыря. Со всех этих деревень взимался такой же налог как и с городских армян. Говоря о тяготах населения вызванного политикой Фет Али Хана, Гмелин отмечал что тяжелее всего приходится местным армянам:
Особливожъ сiи тягости накладываются на Армянъ. Не задолго передъ моимъ приѣздомъ помянутые монастыри должны были ему подарить тысячу рублей, и они ежедневно того боятся, что онъ отъ нихъ опять скоро такогожъ или большаго требовать не приминетъ
. 
В качестве примера жестокости хана, Гмелин  рассказывает об армянском священнике, которого хан приказал прилюдно бить по подошвам ног за то, что он продал муку скитающемуся по Муганской степи слепому Агассе хану. В тоже время армяне Шемахи, также как и мусульмане города, несли полицейские повинности. В рамках последних, армяне помимо сдачи квартир проезжающим,  должны были охранять городские ворота и стоять в карауле. В свою очередь служба мусульман ограничивалась сдачей квартир. Гмелин это объяснял тем, что здесь также, как в Дербенте больше верят Армянам, нежели Персианам и Татарам
В 1846 году создаётся Шемахинская губерния (после присоединения этих территорий к России в ходе русско-персидских войн), которая в 1859 году переименовывается в Бакинскую губернию, с центром в городе Баку. Шамахи теряет своё значение, а периодически повторяющиеся землетрясения (1668, 1806, 1828, 1859, 1902) вынудили население, в том числе остававшихся армян, покинуть эти края.

### Армяне в Шеки
На рубеже IX века Камбиссена вместе с Шаки образовали территориальное образование под властью армянских правителей Смбатянов, вассалов Багратидов.
С середины XVIII до начала XIX века Шеки становится центром Шекинского ханства. В 1805 году становится центром одноимённого уезда в составе России. В 1859 году в составе Бакинской губернии, в 1868 году — центр Нухинского уезда Елизаветпольской губернии.
По состоянию на 1890 год, армяне составляли 18 % от общего числа населения в городе Шеки (на тот момент называемом Нуха) и 15,7 % во всем уезде. В городе имелось 2 армянских церковно-приходских училища и 3 храма. Всего в Нухинском уезде на тот момент находилось 5 армянских церковно-приходских школ, 44 армянских церкви и 2 монастыря. Число же прихожан армянской Апостольской церкви составляло 22,7 % от общего числа жителей уезда.

### Нахичеванская АССР
Нахичеванская АССР располагается на Армянском нагорье и является одним из центров исторической Армении и древнейшего ареала расселения армян.
Уже в сельджукскую эпоху в регионе начинается многовековой процесс оттеснения армянского населения пришлым тюркским, особенно усилившийся после нашествий Тимура. В период монгольского владычества Северная Армения подвергается разрушению и разграблению, а с конца XIII века Газан-хан подвергает сильным гонениям армянское население, особенно из Нахичевана и близлежащих областей. Процесс изгнания армян Нахичевани усиливается с XVI—XVII вв., в период османо-персидских войн, когда значительное большинство армянского населения Нахичеванской области либо погибло, либо было угнано в Персию. Современник «Великого сургуна» (тогда выселялись также мусульмане-сунниты и евреи) организованного персидским шахом Аббасом I в 1604 году, Аракел Даврижеци, пишет: «…он превратил в необитаемую [пустыню] благоденствующую и плодородную Армению. Ибо при переселении он изгнал в Персию [жителей] не одного или двух, а многих гаваров, начиная с границ Нахичевана через Ехегадзор, вплоть до берегов Гегамских…». Одновременно, в XVI—XVII веках, Закавказье не только стихийно, но и целенаправленно заселялось курдами и туркменскими кочевыми племенами, которых местные правители рассматривали как свою опору. Историк XVII века сообщает:

Великий царь персов шах Аббас первый выселил армянский народ из коренной Армении и погнал их в Персию с целью опустошить страну армян и застроить страну персов, уменьшить [численность] народа армянского и увеличить — персидского. И так как сам шах Аббас был человек осторожный и предусмотрительный, всегда и беспрестанно думал и размышлял о том, как бы предотвратить возвращение армянского населения к себе на родину…

Тогда только из Джулфы число депортированных армян, по разным данным, колеблется от 12 тыс. семейств до 20 тыс. человек.
В 1746 г. Надир-шах приказывает переселить 1000 армянских семейств из Нахчевана в Хорасан.
Примерно в 1500 году к северу от реки Аракс, в Персидской Армении, поселяется тюркское кочевое племя кангарлу.

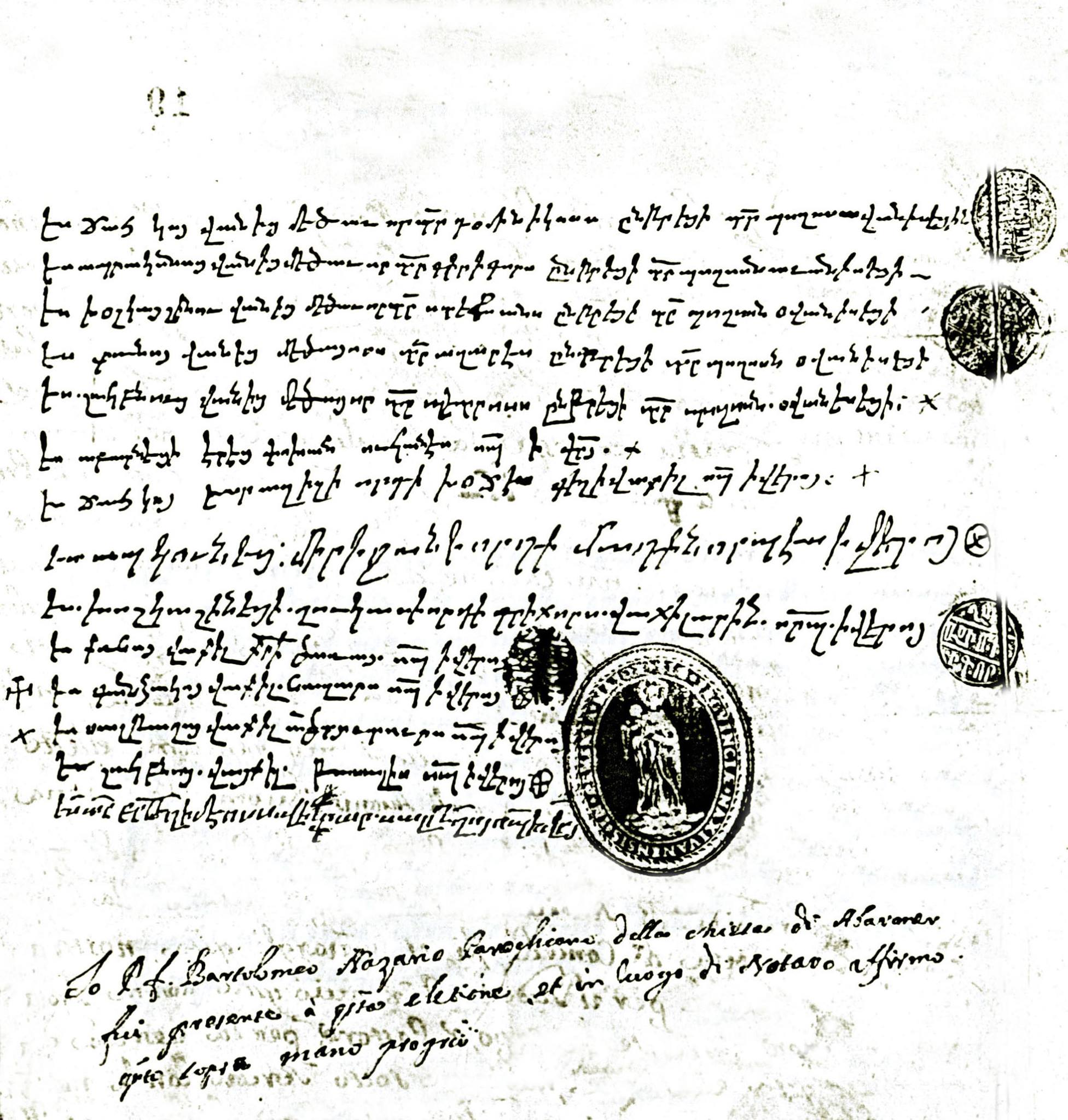
Документ о выборах главы армяно-католической епархии Нахичевани, 1691 год

Осенью 1603 году шах Аббас I в ходе войны с Оттоманской империей занял Нахичеванский регион. Турецкий гарнизон города Нахичевани капитулировал перед Сефевидскими войсками и покинул Нахичевань вместе с жителями-суннитами, тогда как «воины города» (из местных мусульман), по сообщению Аракела Даврижеци, поспешили заявить о своей приверженности шиизму: они «быстро сняли с себя османскую одежду, постригли длинные бороды свои, облачились в кызылбашскую одежду и стали похожи на стародавних кызылбашей». Однако летом 1604 года оттоманские войска предприняли контрнаступление, заставшее Шаха Аббаса врасплох. Не надеясь удержать регион, Шах Аббас решил осуществить тактику «выжженой земли» и вывел всё население Нахичевани и Эривани (как армянское, так и мусульманское) вглубь Персии, по словам Аракела, «превратив в необитаемую [пустыню] благоденствующую и плодородную Армению». Всего из Нахичевани и Еревана было угнано в Персию 250—300 тысяч армян. В частности, лишился своего населения крупный город, населённый преимущественно армянами и бывший центром армянской торговли (прежде всего шёлком) в регионе — Джуга (Джульфа), жители которой при занятии персами торжественно вышли встречать шаха Аббаса во главе со священниками. Её население около 20.000 человек было переселено в Исфахан, где образовало армянский пригород, существующий до сих пор — Новую Джульфу. При этом многие армянские ремесленники и беднота погибли при переселении, а богатые купцы превратились в приказчиков шаха.
Современная исследовательница Е. Родионова выделяет несколько причин выселения армян в Персию (получившего название «великий сургун»): а) военно-стратегическая: ослабить противника, оставить «выжженную землю»; б) политическая: укрепление центральной власти, ослабление сепаратистских областей); б) экономическая (намерение основать армянскую колонию в центре своей державы и перенести центр караванных путей их Джульфы в Иран) и стремление использовать труд искусных армянских ремесленников на строительных работах в Исфахане. В числе переселённых было и тюркское племя Кенгерли, которому было разрешено вернуться в Нахичевань при потомке шаха Аббаса I шахе Аббасе II. При завоевании Нахичеванской области, шах Аббас I устраивал резню суннитского населения. По мнению специалиста по истории Ирана Аптина Ханбаги, в ходе турецко-персидских войн армянам повезло больше, чем мусульманам, так как турки убивали шиитов, а персы — суннитов.
Указом Николая I от 21 марта 1828 года, сразу же после заключения Туркманчайского договора из присоединённых к России Нахичеванского и Эриванского ханств была образована Армянская область, из которой в 1849 году с присоединением Александропольского уезда была образована Эриванская губерния.

Флаг Нахичеванской АССР, ведённый статей 112 Конституции Нахичеванской АССР 1937 года. На флаге на азербайджанском и армянском языках написано «Нахичеванская АССР»

Согласно условиям Туркманчайского мира, российским правительством было организовано массовое переселение в Армянскую область армян из Персии. Это вызвало недовольство мусульманского населения, лишавшегося своих земель, которые отдавали переселенцам. Чтобы снизить напряжённость в регионе, российский посол в Персии А. С. Грибоедов рекомендовал главнокомандующему российской армии на Кавказе графу Паскевичу дать приказ о перемещении части переселившихся из Персии в Нахичевань армян в Даралагез.
Согласно данным 1831 года в Нахичеванской области проживали 37 тыс. армян (из который 2,7 тыс. старожилы, 10 тыс. переселенцы из разных регионов) и 17,1 тыс. азербайджанцев (кавказских татар). По данным на 1886 год на территориях, составивших современную Нахичеванскую Автономную Республику, этнический состав был следующим: на части Давалинского участка Эриванского уезда: татары (азербайджанцы) — 4215 (100 %); на части Нахичеванского уезда: татары (азербайджанцы) — 47 117 (59,1 %), армяне — 31 968 (40,1 %), курды — 473 (0,6 %); на Шарурском участке Шаруро-Даралагёзского уезда: татары (азербайджанцы) — 27 453 (86,4 %), армяне — 4075 (12,8 %).
По данным на 1896 год в Нахичеванском уезде Эриванской губернии проживали «адербейджанские татары» (то есть азербайджанцы) — 56,95 %, армяне — 42,21 %, курды — 0,56 %, русские — 0,22 %, грузины и цыгане 0,06 %. В уезде была 1 православная церковь, 58 армяно-григорианских церквей, 66 мечетей. Перепись 1897 года зафиксировала в Нахичеванском уезде 100 771 человек, из которых татары (азербайджанцы) — 63,7 %, армяне — 34,4 %, русские — 0,9 %, курды — 0,6 %.
В феврале 1923 года на основе решения 3-го Всенахичеванского съезда Советов в составе Азербайджанской ССР был создан Нахичеванский автономный край, преобразованный 9 февраля 1924 года в Нахичеванскую АССР. Согласно всесоюзной переписи населения 1926 года армяне составляли 10,75 % населения края.

## Армянофобия
Согласно докладу «Европейской комиссии по борьбе с расизмом и нетерпимостью» (ЕКРН) за 2016 год, в Азербайджане политические лидеры, учебные заведения и средства массовой информации продолжали использовать в своём обиходе ненавистнические высказывания в адрес армян. Слушая эту риторику, выросло целое поколение азербайджанцев.
Наличие высказываний, ведущих к разжиганию ненависти в адрес армян, связанных с конфликтом в Нагорном Карабахе, подтверждается и другими источниками. Основанием для них являлись имевшие место частые нарушения режима прекращения огня, приводившие к ранениям и гибели людей. Так, «Консультативный комитет рамочной конвенции о защите национальных меньшинств» отмечал наличие устойчивого общественного мнения по карабахскому конфликту, сопровождаемого высказываниями, проникнутыми ненавистью, в свете которого Армения и армяне идентифицировались как враги. Иные источники отмечали в Азербайджане наличие конфликтного внутриполитического дискурса, в ввиду чего руководство Азербайджана, система образования и азербайджанские СМИ, активно участвовали в очернении армян. Практиковалось обвинение политических оппонентов в наличии армянских корней и их финансировании из армянских источников. Поколение азербайджанцев выросло на постоянной риторике об агрессии со стороны Армении. 
В том же докладе выражалась обеспокоенность, учитывая факт продолжавшегося карабахского конфликта, что имевшие место высказывания, проникнутые ненавистью, могли бы повысить риск совершения насилия на национальной почве. Организация отмечала, что случай с помилованием и повышением в звании азербайджанского офицера Рамиля Сафарова, убившего армянского офицера, мог бы привести к культивированию чувства безнаказанности у лиц, совершивших преступления на почве национальной ненависти. Главными распространителями враждебных высказываний являются политики и государственные служащие, а также журналисты. Вместе с тем, комиссия отмечает, что не располагает информацией о подобных преступлениях, совершённых в Азербайджане за прошедший период. Согласно опросу, проведённому в 2012 году, 91 % респондентов назвали Армению злейшим врагом Азербайджана. Как результат, армяне, проживающие в Азербайджане, вынуждены скрывать свою этническую принадлежность.
В октябре 2014 года было проведено исследование касаемо разжигания ненависти в азербайджанских средствах массовой информации. В результате, почти все из 196 изученных новостных материалов по этническим конфликтам были расценены как направленные против армян. Работавшие над примирением с Арменией правозащитники Лейла и Ариф Юнус были арестованы в 2014 году и приговорены по сомнительным обвинениям к большим тюремным срокам, однако в конце 2015 года были освобождены условно.
Как отмечает «ЕКРН», разжигание ненависти по отношению к армянам в Азербайджане было нацелено на обострение конфронтации в связи с Карабахским конфликтом. В том же документе ЕКРН, наряду с Минской группой ОБСЕ, призывала власти Азербайджана положить конец использованию враждебной риторики, связанной с конфликтом вокруг Нагорного Карабаха, а также рекомендовала повлиять на то, чтобы государственные и должностные лица всех уровней воздерживались от призывов к вражде в отношении армян.

## Культурное наследие

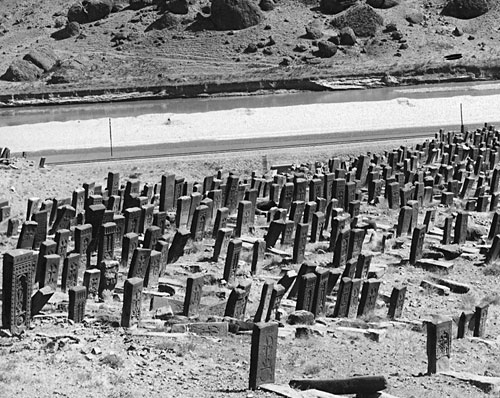
Кладбище в Джульфе, фотография 1915 года

В 1934 году в Кедабекский и Шамхорский районы азербайджанским филиалом академии наук (АзФАН) была снаряжена большая научная-исследовательская экспедиция, в состав которой кроме сотрудников сектора истории и материальной культуры АзФАНа, вошли профессор архитектуры В. С. Саркисов и представитель АрмФАНа профессор  С. В. Тер-Аветисян. Во время экспедиции было обнаружено и записано большое количество армянских надписей XV—XVII веков. Армянские надписи были написаны на грабаре, и были сняты со строительных камней, памятников архитектуры, могильных плит и других исторических объектов. Было описано и обмеренно более 10 архитектурных сооружений.
Согласно ИКОМОСу в 1998 году азербайджанским правительством было удалено 800 хачкаров, но разрушение было приостановлено из-за протестов ЮНЕСКО. В 2002 г. разрушение кладбища возобновилось, к 2006 году от кладбища не осталось следа. Хачкары были разрушены, а ландшафт выровнен. Весной 2006 года азербайджанский журналист из Института войны и мира Идрак Аббасов попытался исследовать это кладбище, однако местные власти запретили ему посетить этот объект. Тем не менее он сумел хорошо рассмотреть территорию кладбища и подтвердил, что оно полностью исчезло. 30 мая 2006 года Азербайджан запретил комиссии Европейского парламента осмотреть бывшее кладбище.

### Армяно-азербайджанский конфликт
В результате армяно-азербайджанского конфликта 350-тысячное армянское население покинуло территорию Азербайджана.